# Vanessa Beeley
Vanessa Beeley, née le 17 juin 1964, est une blogueuse britannique vivant en France. Elle est connue pour ses prises de position en faveur de l'ancien président syrien Bachar el-Assad lors du conflit syrien, pour lequel elle est accusée de faire de la propagande, ainsi que pour la désinformation qu'elle diffuse, notamment à propos des secouristes syriens connus sous le nom de Casques blancs et les contenus complotistes qu'elle partage.

## Biographie
Vanessa Beeley est la fille de Patricia Brett-Smith et de Sir Harold Beeley,, diplomate britannique, qui fut conseiller du secrétaire d'État des Affaires étrangères Ernest Bevin. Elle commence sa carrière dans le secteur de l'ingénierie et du recyclage des plastiques au Royaume-Uni et en Europe centrale. En 2021, elle vit en Syrie à Damas,.
En mars 2022, son compte Twitter est suspendu pendant quelques heures.

## Blog
Elle crée son blogue The Wall will fall à la fin de 2012, après son premier séjour en Palestine. Ses billets portent en général sur le conflit israélo-palestinien, en soutien de la cause palestinienne. Elle dit avoir vécu dans les territoires palestiniens durant des bombardements israéliens ; l'homme politique danois Naser Khader, l'un de ses détracteurs, affirme qu'elle y militait dans des groupes opposés à l'existence d'Israël. En juillet 2014, elle apparaît au théâtre de la Main d'Or lors d'une conférence sur la Palestine organisée par Dieudonné et Laurent Louis aux côtés de Marion Sigaut et Jacob Cohen.
Depuis 2015, elle concentre son travail sur la guerre civile en Syrie, prenant parti pour le gouvernement de Bachar el-Assad,. Ses articles de blog et interventions sont mis en avant par les gouvernements syriens et russes. Elle a également écrit des textes vecteurs de théories du complot , notamment sur le 11 septembre 2001, selon lequel l'attentat contre Charlie Hebdo aurait été mis en scène, mais aussi déclaré que « les sionistes dirigent la France» et que les Juifs contrôlent l'ONG Human Rights Watch. En 2017, elle apporte également son soutien à François Asselineau lors de la campagne pour l'élection présidentielle française,. Ses écrits sont également publiés sur le site d'extrême-droite d'Alain Soral, Égalité et réconciliation.

## 21st Century Wire
Elle intervient également sur le site 21st Century Wire, dont elle est la rédactrice adjointe,. Selon Snopes, 21st Century Wire est un site conspirationniste qui sert essentiellement de relai de propagande pour la désinformation des régimes russes et syriens concernant la guerre civile en Syrie, 21st Century Wire a accusé sans preuve les casques blancs d'avoir des liens avec le terrorisme. Et Vanessa Beeley fait partie d'un réseau de blogueurs pro-Assad qui propagent des théories du complot détournant sur d'autres acteurs la responsabilité du régime syrien dans les atrocités commises : l'une de ses théories du complot est que le Casques blancs mettraient en scène des massacres à l'arme chimique. Selon le Décodex, 21st Century Wire est un site diffusant régulièrement des théories conspirationnistes. Libération le décrit comme « un site d’information proche de Russia Today, du genre à affirmer que Hitler a en fait fui en Argentine à la fin de la Seconde Guerre mondiale ». EU vs Dsinformation affirme que 21st Century Wire participe à la diffusion d'une théorie conspirationniste russe concernant une attaque chimique en Syrie. Vanessa Beeley publie des articles également sur MintPress News (en).
The New York Review of Books publie : « la plupart des apologistes occidentaux d’Assad ne sont présents que sur Twitter et sur des sites Web aussi obscurs que 21st Century Wire (un site Web fondé par un ancien rédacteur en chef du théoricien du complot américain Alex Jones’s Infowars), mais il serait insensé de les ignorer. Les travaux de ce petit groupe sont également diffusés par un éventail de théoriciens du complot d'extrême gauche et anti-occidentaux ; les antisémites ; des partisans de la Russie, de l'Iran et du Hezbollah; libertaires; et groupes d'extrême droite. Beeley, la fille d'un diplomate britannique, est au centre de leurs préoccupations. ».
Selon les autorités ukrainiennes, en 2022, 21st Century Wire contient des articles niant l'existence du coronavirus, des « mentions d'une guerre que les États-Unis mèneraient en Ukraine », et un « tweet qui parle de Zelensky comme d'un politicien qui extermine son peuple ».

## Working Group on Syria, Propaganda and Media
En 2019, Vanessa Beeley rejoint le Working Group on Syria, Propaganda and Media (ou « Groupe de travail sur la Syrie, les médias et la propagande »), fondé par des universitaires et anciens universitaires britanniques, aux côtés de Tim Hayward, Piers Robinson, David Miller, Paul McKeigue et Tara McCormack. Le groupe soutient le régime de Bachar el-Assad, dont il relaye la propagande, et a attiré l'attention des médias anglophones et les critiques pour avoir défendu des thèses complotistes, contesté la véracité de l'utilisation d'armes chimiques dans la guerre civile syrienne et participé à une tentative de discrédit du travail de l'OIAC sur l'attaque chimique de Douma en lien avec un agent du renseignement russe et des diplomates russes,,,,,.

## Guerre civile syrienne
Présentée par les agences d'information officielles russes (RT, Sputnik) comme journaliste indépendante, elle est aussi très souvent considérée comme une propagandiste au service de Bachar el-Assad,, un « fervent soutien », « pro-Assad », etc. Vanessa Beeley ne publie jamais de critique des crimes du régime de Bachar el-Assad, bien qu'elle ait reconnu la torture dans une conversation privée divulguée, où elle déclare en outre qu'elle « ne le dira jamais publiquement ».
Elle réfute l’idée qu’un soulèvement populaire se soit produit en Syrie en 2011, qualifiant de « terroristes » les rebelles, critiques et rivaux du régime. Elle accuse les gouvernements occidentaux de vouloir renverser le régime syrien pour leurs propres intérêts. Elle présente sa rencontre avec le président syrien comme « son plus grand moment de fierté »,.
En juillet 2016, elle effectue son premier voyage en Syrie. Elle s’entretient durant deux heures avec le président syrien, en tant que membre d'une délégation du conseil américain pour la paix (en), rencontre qu'elle décrit comme sa « plus grande fierté ». Plus tard, elle est invitée à Moscou pour discuter de la guerre en Syrie ; elle y rencontre différents officiels russes dont Mikhaïl Bogdanov, vice-ministre des Affaires étrangères, et Maria Zakharova, directrice de l'information et de la presse dans le même ministère.
En 2016, elle est — aux côtés d'autres auteurs comme Eva Bartlett, Paul Larudee (en) et Rick Sterling — membre du comité de direction de Syria Solidarity Movement, une organisation fondée en 2013, financée par des dons et qui organise des manifestations de soutien au gouvernement syrien et des voyages en Syrie ,. En janvier 2017, accusée par l'homme politique danois Naser Khader d’être un soutien actif de Bachar el-Assad et de Vladimir Poutine, Vanessa Beeley affirme dans le Jyllands-Posten : « je ne suis pas soutenue par Assad ou Poutine. Cela n'a jamais été prouvé et ne peut être prouvé ». Elle déclare à la même occasion qu'elle ne fait plus partie de l'organisation Syria Solidarity Movement - mais son nom figure alors encore sur le site du mouvement.
Selon le journaliste Oz Katerji, le fait que le représentant du régime de Bachar el-Assad à l'ONU, Bachar Jaafari déclare son « amour » pour Eva Bartlett et Vanessa Beeley dans une interview est une preuve supplémentaire de sa proximité avec le régime syrien. Le journaliste Chris York, du Huffington Post, estime quant à lui que Fares Shehabi, parlementaire syrien, est un « très grand fan » de Vanessa Beeley.
Elle a été adhérente à la section suisse de Reporters sans frontières, qui la considère toutefois comme une « pseudo-journaliste »,.

### Contre les principaux médias
Beeley accuse les principaux médias occidentaux de dépeindre le conflit syrien uniquement à travers les yeux des rebelles et de ne pas dévoiler toute la vérité,. Par opposition aux médias dits « occidentaux », elle se présente comme source d'information alternative sur la Syrie. Elle a notamment accusé Channel 4 d'être « l'un des propagateurs de fausses informations sur la Syrie les plus criminels depuis longtemps, sans doute depuis le début du conflit (“one of the most criminal propagators of fake news on Syria for some time, probably since the beginning of the conflict”) ». Elle a également refusé de répondre aux questions du Huffington Post et du Guardian au sujet des Casques blancs, estimant que ces questions n'étaient pas pertinentes et relevaient de l'époque du maccarthysme ; peu après ce refus, elle réalise une vidéo critiquant l'approche du Guardian concernant ce sujet. Sur les réseaux sociaux, elle appelle à signaler aux autorités des journalistes indépendants et médias couvrant le conflit syrien pour avoir prétendument violé la loi britannique contre le terrorisme.
Lors d'un meeting de soutien à François Asselineau, elle explique « Je suis une journaliste indépendante qui a passé trois mois en Syrie en 2016 […] J’ai été à Alep pour sa libération, une libération de l’occupation terroriste financée par l’Otan. J’ai recueilli des témoignages vidéos de civils syriens émergeant [sic] de cinq ans de prison payés par nos régimes au service des États-Unis et de l’Otan. Nous vivons actuellement dans un monde gouverné par des mensonges, des mensonges diffusés par nos médias compromis de l’État, par nos ONG qui travaillent toutes pour promouvoir l’agenda de l’Otan, dirigé par les États-Unis. Que ce soit au Yémen, en Libye, en Irak, en Palestine ou en Syrie, on nous ment ! ».
Le site 21stCenturyWire, pour lequel elle est rédactrice associée, est présenté comme complotiste par Conspiracy Watch et Snopes qualifie 21stCenturyWire de « peu recommandable » : il « publie une désinformation pro-Assad parmi une panoplie de pseudosciences et de négationnisme ».

### Critiques générales de son travail
Selon Orient News, des Syriens qui s'opposent à Assad se sont vu refuser l'entrée ou ont été expulsés physiquement de ses conférences par des membres anglais des chabiha.
Patrick Hilsman, journaliste indépendant qui a couvert le conflit syrien de 2012 à 2015 souligne que les discours de Vanessa Beeley et Eva Bartlett ne subsistent qu'en raison de l'impression erronée qui prévaut chez leur audience peu informée qu'aucun autre journaliste n'aurait été sur le terrain en Syrie.
Pourtant, Vanessa Beeley participe à un évènement intitulé « media on trial » (les médias en procès) pour faire le procès des médias pour leur couverture de la Syrie : il s'agissait pour le "jury" de déterminer si les journalistes qui ont effectué des reportages depuis des zones de conflit en Syrie et Libye doivent être considérés comme des terroristes. L'évènement, qui devait avoir lieu au musée de Leeds le 27 mai 2018, a dû être déplacé par décision du conseil municipal. Il avait pour objet de déterminer si les journalistes de Britain’s Channel 4 et de la BBC devaient être qualifiés de terroristes,. Pour le Committee to Protect Journalists (Comité pour protéger les journalistes), l'événement a des similitudes alarmantes avec ce que font les gouvernements autoritaires pour réprimer le journalisme indépendant, à savoir, assimiler le reportage sur le terrorisme au terrorisme lui-même.

### Déclarations antisémites et accusations d'antisémitisme
Lors d'une conférence, elle déclare que l'ONG Human Rights Watch est un « faux » groupe de défense des droits de l'homme financé par un milliardaire sioniste et dirigé par une organisation juive, « Washington Elite ». New Statesman et Conspiracy Watch rappellent sa présence aux côtés de Dieudonné et Laurent Louis, l'un condamné pour antisémitisme et l'autre pour négationnisme, et son affirmation que : « Les sionistes gouvernent la France ». New Stateman écrit que Vanessa Beeley a un « historique de déclarations antisémites ». Elle a également écrit que le journaliste Shawn Carrie était probablement « un Juif ashkénaze » et l'a qualifié d'« agent sioniste », après l'article de ce dernier mettant en cause le financement douteux derrière l'activisme pro-Assad de Beeley et de ses associés. Le journaliste accuse Vanessa Beeley d'insulte antisémite, affirmant que « son but était de diffamer les journalistes et de susciter la haine ».
Elle est également accusée d'antisémitisme par Jewish News (en), qui affirme qu'elle se réfère constamment sur les médias sociaux à Israël commettant un « Holocauste à Gaza », et a écrit en 2012 que « les Israéliens se comportent comme des Nazis ». Jewish News rapporte aussi un tweet de Joey Ayoub, rédacteur en chef chez Global Voices, qui affirme que Vanessa Beeley s'est « associée avec des négationnistes de l'Holocauste et même des apologistes de l’État Islamique ».

### Accusations de mensonge et propagande
Selon Orient News (en), site d'information de l'opposition syrienne, Vanessa Beeley aurait décontextualisé la scène d'un hôpital de campagne, lors d'une conférence donnée à Bristol, pour légitimer la violence et la souffrance. Malak Chabkoun, de la chaîne qatarienne Al Jazeera, écrit que Beeley se prête volontairement à une opération de « blanchiment » de crimes commis par le régime d'Assad et ses alliés.
Selon le journaliste Oz Katerji, Vanessa Beeley est une fraudeuse professionnelle qui ment pour défendre le régime Assad, qui mène « une campagne implacable de mensonges et de distorsions pour promouvoir le régime d'Assad à l'étranger ». Louisa Loveluck, correspondante du Washington Post déclare « Beeley a justifié l’emploi d’armes incendiaires contre des civils, recyclé et défendu les théories du complot démystifiées, et décrit la rencontre avec Assad comme son plus grand moment. C'est du cheerleading, pas du reportage ».
Brian Whitaker, ancien rédacteur en chef pour le Moyen-Orient au Guardian appelle Vanessa Beeley la « déesse de la propagande du conflit syrien » et ajoute que « ses rapports depuis la Syrie sont en définitive de la merde ». Whitaker s'attache à démontrer comment Beeley en vient à ignorer et même à nier les faits les plus évidents, accusant notamment les médias de prendre part à un complot destiné à traîner le régime syrien dans la boue.
Selon Patrick Hilsman, journaliste indépendant qui a couvert le conflit syrien de 2012 à 2015, certains de ces blogueurs peuvent donner à des auditoires peu habitués aux médias une impression de légitimité parce qu'ils se sont rendus en Syrie pour y faire des "reportages", alors qu'en réalité ils ont été escortés par des gardiens d'un régime avec lequel ils sont trop complaisants. Évoquant le cas de Marie Colvin, il rappelle que les vrais journalistes étrangers qui couvrent le conflit s'exposent à des risques considérables contrairement à des personnages comme Vanessa Beeley et Eva Bartlett qui après avoir été reçues luxueusement par le gouvernement syrien ont embrassé sa propagande sans se donner la peine de se poser des questions.
Selon New Statesman, Vanessa Beeley ment de façon délibérée : en effet, elle a admis dans un message sur un réseau social qu'elle était pleinement informée de la campagne de torture par le régime d'Assad. D'après Conspiracy Watch, cette information est connue grâce à des captures d'écran d'une conversation privée sur Twitter qui ont fuité, montrant que Vanessa Beeley serait parfaitement au courant de ces tortures, mais refuserait d'en faire état publiquement.
Pour Christophe Ayad, journaliste au Monde, elle fait partie d'une « opération massive et organisée de propagande, relayée par les puissants médias du Kremlin, Sputnik et Russia Today (RT) » dans lequel chaque pays occidental est visé, via des « quasi-professionnels de la communication » : la France avec Pierre Le Corf, le Canada avec Eva Bartlett, le Royaume-Uni, avec Vanessa Beeley et Finian Cunningham, l’Allemagne via Albrecht Müller, tous intervenants réguliers des médias d’État russes RT et Sputnik,.
Pour Robin Yassin-Kassab, co-auteur de Burning country : au cœur de la révolution syrienne, des acteurs tels que Mme Beeley jouent un rôle essentiel dans la diffusion d'informations erronées sur la Syrie au profit du régime. « Je pense qu'ils jouent un rôle important ; il y a quelques années, j'aurais qualifié ces personnes de fous sans intérêt, mais malheureusement, j'avais tout à fait tort. Ils sont peut-être bien fous, mais ils ne sont pas sans importance. Indirectement, je pense qu'ils ont été effectivement très influents. [Des personnes comme Mme Beeley] aident à introduire les théories du complot au sein du courant dominant, c’est leur fonction. Si ce courant était sain, cela n'aurait aucune importance ».
Pour La Presse, Vanessa Beeley est complotiste et « dans l’ensemble, les conférences de Mme Beeley ont pour objectif de disculper le régime syrien et de justifier le recours à la force, notamment contre les Casques blancs. » Pour Rudy Reichstadt, elle joue le rôle de « relais symbolique de la violence physique qui est infligée par le régime syrien à son propre peuple ». Ce dernier écrit également que « Vanessa Beeley s’est fait une spécialité dans la diffusion des propagandes du Kremlin et de son allié, le régime de Bachar el-Assad, sur ce qui se passe en Syrie ».

#### Désolidarisations
Diverses institutions se sont désolidarisées ou ont annulé des conférences ou prises de paroles prévues par Vanessa Beeley,. Le Centre d’études et de recherches internationales et le Groupement interuniversitaire pour l’histoire des relations internationales contemporaines de l'université de Montréal se sont dissociés d'une conférence qui devait avoir lieu à l'université.
Concernant la présence de Vanessa Beeley à une conférence sur les guerres futures à l'école militaire de Saint-Cyr, Checknews indique qu'elle était inscrite au programme du séminaire accessible en ligne. Un capitaine de l'école déclare : « C'est la première version du programme. Elle devait effectivement intervenir. Finalement elle n'a pas pu ». Le cabinet du ministère des Armées envoie ensuite à Checknews une nouvelle version du programme du séminaire où ne figure plus Vanessa Beeley, affirmant qu'elle n'avait pas été invitée à s'exprimer lors de ce colloque, et expliquant qu'il veillera « à ce que cela ne se reproduise plus ».
L'université d'Uppsala a présenté ses excuses après que les étudiants en journalisme se soient plaints du cours donné par Vanessa Beeley, estimant qu'il s'agissait de propagande. La direction de l'université s'est dit consternée d'avoir appris après qui était Vanessa Beeley, et a demandé des comptes à l'enseignant qui l'avait invitée, expliquant qu'il était totalement inacceptable qu'elle puisse intervenir sans contradicteur, et que cela portait atteinte à l'image de l'université.
La section suisse de Reporters sans frontières démissionne en décembre 2017 du Club suisse de la presse, après avoir réclamé en vain l’annulation d’une conférence ayant pour thème l'organisation des Casques blancs syriens, subventionnée par le Club et organisée par son directeur Guy Mettan, réputé avoir des biais pro-russe, et programmant une intervention de Vanessa Beeley,.

### Désinformation au sujet des Casques blancs
Vanessa Beeley fait partie des personnes les plus influentes sur les réseaux sociaux à l'encontre des Casques Blancs.
Elle dénigre l'organisation non gouvernementale des Casques blancs syriens à travers ses articles et ses conférences. En plus d'affirmer que leurs actions serviraient la politique américaine visant à changer de régime en Syrie ou à « diaboliser l'intervention russe », elle les accuse également de terrorisme, les décrivant comme proche des mouvements djihadistes tels que le front al-Nosra ou Daech, voire Al-Qaïda,, ou encore de l'OTAN,. Elle estime que l'organisation s'est développée dans d'autres pays, tels que le Venezuela, la Malaisie ou les Philippines, et est un agent « du colonialisme américain, de l'impérialisme britannique, du globalisme européen, de l'extrémisme des pays du Golfe et du parasitisme israélien ». Elle accuse également les secouristes de trafic d'organes d'enfants. Vanessa Beeley qualifie les Casques blancs de « cibles légitimes » pour des frappes militaires,,, en violation directe du droit humanitaire international. Beeley intervient lors d'une conférence du cabinet ministériel d'Assad intitulée « White Helmets: Fact or Fantasy? ».
À l'ONU, lors d'un débat sur l'attaque syrienne de Khan Cheikhoun du 4 avril 2017, faisant suite à la publication d'un rapport conjoint de l'ONU et de l'OIAC accusant le gouvernement syrien de l'attaque, Pyotr Ilyichev (en), représentant de la Russie aux Nations unies, expose la présentation de Beeley (« The White Helmets - Fact or Fiction »), les représentants russes concluant que « leurs travaux étaient basées sur des témoignages indirects, dont la plupart ont été fournis par l'opposition et par des ONG qui n'ont aucune crédibilité, comme les Casques blancs qui sont étroitement associés aux terroristes du front al-Nosra ». Pour Eliot Higgins, diaboliser ainsi les organisations les mieux placées pour collecter des informations sur les attaques chimiques et autres crimes de guerre est devenu une stratégie clé, et Vanessa Beeley se trouve « au centre de l'effort pour discréditer les Casques blancs ».
Plusieurs médias ont démontré que ces accusations sont infondées, et qu'une campagne contre l'organisation des Casques blancs a été mise en place, sans doute à la suite de la proposition de cette organisation au prix Nobel de la paix en 2016. Le Guardian publie en décembre 2017 une étude complète de la « machine de propagande » concernant les attaques contre les Casques blancs, impliquant notamment Vanessa Beeley, considérée comme la plus active sur les réseaux sociaux, et en liens étroits avec d'autres propagandistes comme Eva Bartlett, Carla Ortiz,. Elle s'était notamment faite l'écho d'une vidéo montrant une simulation d'intervention des casques blancs lors de leur participation au Mannequin Challenge, déclarant que la vidéo faisait douter de la véracité des autres vidéos diffusées par les sauveteurs,. L'étude Killing the Truth, dont les informations sont reprises dans Der Spiegel, se fait également l'écho de cette campagne de désinformation. Snopes, un site anti-canular, conclut que « les accusations semblent [portées] sur la base de motivations politiques, pas de preuves. » Eliot Higgings considère qu'ils sont victimes de propagande parce que « l'importance des Casques blancs est précisément que leurs preuves nous permettent d'exposer les souffrances civiles causées, et niées, par le gouvernement russe. »,. Scott Lucas ajoute que cela a également l'effet de légitimer les attaques contre eux.

## Ukraine
En septembre 2022, Vanessa Beeley est "observatrice" pour les pseudo-référendums organisés par la Russie pour justifier l'annexion de territoires ukrainiens. Elle est accusée par l'Ukraine, ainsi que d'autres observateurs étrangers invités par la Russie pour servir de caution lors de ces référendums contestés par la communauté internationale de s'être rendue en Ukraine illégalement. Des députés européens appellent à ce que tous les propagandistes qui ont volontairement contribué à ces référendums d'annexion soient sanctionnés ; Vanessa Beeley est alors citée en exemple,.